# 6080 Lugmair
A 6080 Lugmair (ideiglenes jelöléssel 1981 EY26) a Naprendszer kisbolygóövében található aszteroida. Schelte J. Bus fedezte fel 1981. március 2-án.